# Tulák Rover
Tulák Rover (v originále Roverandom) je próza anglického spisovatele Johna Ronalda Reuela Tolkiena. Text je určen dětským čtenářům a v pěti kapitolách popisuje dobrodružství štěněte Rovera, později nazývaného Tulák Rover, proměněného čarodějem v hračku. Během svých dobrodružství Rover navštíví Měsíc a podmořskou říši. Příběh původně vznikl jako vyprávění pro Tolkienovy syny, v roce 1929 jej pak autor převedl do písemné podoby. Tiskem však vyšel až v roce 1998.

## Vznik a vydání
Podobně jako Tolkienův slavnější Hobit (1937) vznikl Tulák Rover původně jako vyprávění pro autorovy syny, jen o několik let dříve. Kořeny příběhu lze vystopovat do září 1925, kdy Tolkienova rodina trávila dovolenou ve Filey v Severním Yorkshiru. Při hrách na pláži ztratil tehdy pětiletý Michael Tolkien svou oblíbenou hračku psa a jeho otec mu popisoval Roverova dobrodružství, aby ho utěšil. Autor se při psaní inspiroval příběhy keltské a severské mytologie, ale také ranými náčrty svých vlastních mytologických textů a staršími díly dětské literatury. Z knihy Pět dětí a skřítek (1902) spisovatelky Edith Nesbitové převzal například postavu písečného čaroděje Psamata. Některé prvky jazykové hry mohou připomínat také Milneho Medvídka Pú (1926).
Po úspěchu knihy Hobit v roce 1937 Tolkien nabídl k vydání Tuláka Rovera spolu s dalšími texty svému tehdejšímu nakladateli, firmě Allen & Unwin. Byl však odmítnut, jelikož společnost doufala spíše v pokračování čtenářsky přitažlivých příběhů o hobitech. Knihu publikovalo až v roce 1998 nakladatelství HarperCollins, s poznámkovým aparátem a v redakční úpravě Christiny Scullové a Wayna D. Hammonda.

## Děj
Zlomyslný čaroděj Artaxerxes promění štěně jménem Rover v malou hračku psa. Ze svého domova je pak odnesen do obchodu, kde ho koupí žena (paní Tolkienová) pro svého syna. Rover se však rozhodne uprchnout, přestože má stále podobu hračky, a podaří se mu vypadnout z kapsy na pláži. Posléze se setká s písečným kouzelníkem Psamatem, který ho promění zpátky ve psa, byť malého. Na hřbetě racka Chechtala se pak hrdina vydává na Měsíc. Tam získá dočasně křídla, spřátelí se s Mužem z měsíce, vyrábějícím sny, a zejména s jeho psem Roverem – aby se rozlišili, říkají hrdinovi Tulák Rover. Na měsíci zažije Tulák Rover dobrodružství s bílým drakem, a později se vydá také do zahrady snů na temné straně Měsíce. Tam se setká s chlapcem, kterému jako hračka patřil, a hraje si s ním, dokud se hoch neprobudí.
Po návratu na Zemi se ukáže, že Psamates stále ještě nedokáže zlomit Artaxerxovo zakletí, a tak se hrdina vydává v tlamě velryby Uin do podmořské říše. Artaxerxes se mezitím oženil s mořskou pannou a pracuje jako Pacifický a atlantický mág. Čaroděj hrdinovi původní podobu sice nevrátí, promění ho však ve vodního psa, a tak může Rover společně s podmořským Roverem prozkoumávat oceány. Když se po nějakém čase pokusí čaroděje znovu přesvědčit, přijde nešťastnou náhodou v pondělí a Artaxerxes na něj vezme kámen. Aby se pomstil, provádí Rover čarodějovi naschvály – při jednom z nich se nešťastnou náhodou probudí obrovský podmořský had sahající od jednoho konce světa k druhému a svou zuřivostí způsobí v oceánu chaos. Po tomto incidentu je Artaxerxes i se svou manželkou vykázán na pevninu. Když jej pak Rover znovu požádá o odkouzlení, skutečně jej promění nazpátek ve velkého psa a hrdina se může vydat nazpátek do svého domova. Tam zjistí, že jeho majitelka je ve skutečnosti babičkou chlapců, kterým patřil jako hračka.